# Kiss (zespół muzyczny)

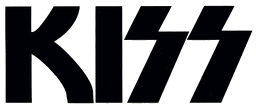
Logotyp zespołu

Kiss – amerykański zespół rockowy, założony przez Paula Stanleya i Gene’a Simmonsa na przełomie roku 1972/1973.
Zespół ma w swoim repertuarze utwory reprezentujące glam rock, hard rock, heavy metal, rock’n’roll. Założyciele Paul Stanley i Gene Simmons w początkowym okresie twórczości byli pod silnymi wpływami muzyki The Beatles i rock’n’roll, dlatego próbując stworzyć własny styl i brzmienie określali go jako „Heavy Metal Beatles”. Cechami charakterystycznymi wizerunku grupy były początkowo melodyjnie brzmiące nagrania oparte na gatunku rock’n’roll, z nieco cięższym brzmieniem gitar. W zespole nie było wyróżnionego jednego wokalisty, jednak większość utworów śpiewali Paul Stanley i Gene Simmons. Pod koniec lat 70. zespół znacząco złagodził klimat granej muzyki, zbliżając się do lekkich klimatów muzyki pop. Od połowy lat 80. zespół powraca do cięższego brzmienia.
Cechami charakterystycznymi wizerunku scenicznego grupy były i pozostają: makijaż, kostiumy oraz pokazy pirotechniczne. Na scenie Kiss używa wysięgników hydraulicznych wynoszących muzyków wysoko ponad widownię, Gene Simmons dokonuje spektakularnych celebracji ziania ogniem i krwawienia z ust, z gitary Tommy Thayera wydobywają się dym i ogień, a wszystkiemu towarzyszą setki wybuchających w rytm muzyki petard i sztucznych ogni. Podczas każdego koncertu, w kulminacyjnym momencie wykonywania utworu „Rock and Roll All Nite” wyrzucane są wysoko w powietrze ponad 2 tony papierowego konfetti wprowadzając tym samym niepowtarzalny klimat zabawy karnawałowej. Paul Stanley kończy koncert rytualnym niszczeniem instrumentu, którego części przekazuje publiczności na pamiątkę. Sam koncert obok muzyki łączy w sobie liczne elementy spektaklu cyrkowego jak np. przejazd nad publicznością Paula Stanleya na małą wydzieloną scenę (wyspę) ulokowaną wśród publiczności, gdzie wykonuje utwór „Love Gun”. Warto nadmienić, że koszt przygotowania pojedynczego koncertu Kiss, jakie np. organizowano w latach 2008–2010 przekracza niebagatelną, nawet jak na największe światowe imprezy artystyczne, kwotę 300 tys. USD, z czego większość poniesionych wydatków to koszt samych użytych sztucznych ogni. Aby utrzymać cenę biletów na przystępnym poziomie, zespół uzyskuje częściowy zwrot wysokich nakładów organizując przed koncertem specjalne ekskluzywne spotkania z fanami, w trakcie których można zadać pytania i zrobić sobie osobiste zdjęcie w otoczeniu zespołu. Koszt takiego spotkania to około 1500 USD.
Zespół Kiss znalazł się na 10. pozycji listy 100 najlepszych artystów hard rocka VH1 i do dziś posiada liczną armię wiernych mu fanów na całym świecie. W przeszłości pojawiały się nieliczne spekulacje co do znaczenia nazwy zespołu, jak np. że jest to akronim od Knights In Satan’s Service (z ang. rycerze na usługach szatana). Członkowie wielokrotnie zaprzeczali tym plotkom informując, że Paul Stanley wybrał tę nazwę pod wpływem chwili jadąc taksówką z kolegami z zespołu. Informacje te potwierdza m.in. Gene Simmons w swojej książce biograficznej „Kiss and Make-Up”. Charakterystyczną oraz dość kontrowersyjną pisownię nazwy zespołu z kojarzonym z nazistowskim symbolem SS, wymyślił nie do końca świadomy następstw klimatu skandalu jaki to wywoła, gitarzysta Ace Frehley tworząc tym samym logo zespołu rozpoznawane do dziś na całym świecie. Pomysł ten okazał się przypadkowym, wielkim sukcesem komercyjnym, ponieważ zespół zwrócił w ten sposób na siebie uwagę nawet tych, którzy nie gustowali w stylu i gatunku muzyki Kiss. Jest też spotykanym błędem doszukiwanie się nieprawdziwych pogłosek o powiązaniach członków zespołu z ideologią nazistowską. Mimo to oryginalna pisownia logo Kiss jest zabroniona w użyciu w niektórych krajach, w tym w Niemczech gdzie nazwa zespołu jest pisana tradycyjnie lub przy pomocy liter ZZ odbitych w zwierciadle. Należy też wspomnieć, że obaj założyciele zespołu Paul Stanley i Gene Simmons są pochodzenia żydowskiego i wojenne losy ich rodziców nie należały do łatwych (matka Gene Simmonsa była więziona w obozie koncentracyjnym).

## Historia

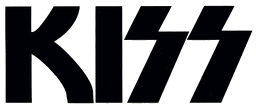
Logo zespołu

### Początki (1973–1975)
Zespół powstał w styczniu 1973 r. na fundamentach nowojorskiej grupy rock’n’rollowej Wicked Lester, której muzykiem był Gene Simmons. Gdy Gene poszedł do przyjaciela, spotkał u niego Paula Stanleya i dzięki temu Paul znalazł się w grupie Wicked Lester. Za pomocą ogłoszenia danego kilka miesięcy wcześniej w magazynie „Rolling Stone” pozyskali perkusistę Petera Crissa oraz gitarzystę Paula „Ace” Frehleya. W kolejnych dniach stycznia grupa zmieniła nazwę z Wicked Lester na Kiss.
30 stycznia 1973 grupa Kiss dała swój pierwszy koncert w klubie Popcorn Pub (późniejszy The Coventry) w Astoria w Queens. Drugi występ nastąpił w sierpniu 1973 r. w hotelu Diplomat na Manhattanie. Grupę zauważył Eddie Kramer, dzięki któremu powstało 5-tytułowe demo na MC. Po tym wydarzeniu telewizyjny reżyser Bill Aucoin zaoferował zespołowi swoje usługi i pomógł w szybkim (24 sierpnia 1973 r.) podpisaniu kontraktu z nowo założoną wytwórnią Casablanca Records należącą do Neila Bogarta, gdzie wydali singel. Już 10 września zespół rozpoczął pracę nad swoim pierwszym albumem w studiach Bell Sound Studios. W przeciągu roku Kiss wydał swoje pierwsze dwa albumy (Kiss i Hotter Than Hell), które nie spotkały się jednak z wielkim uznaniem.

### Sukces (1975–1978)

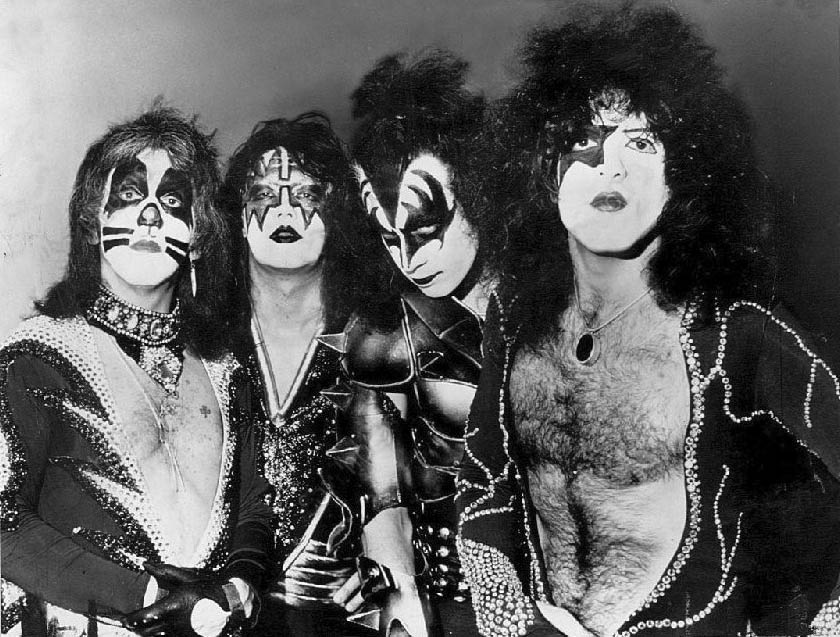
Makijaże członków zespołu

W roku 1975 grupa wydała swój trzeci studyjny album zatytułowany Dressed To Kill. Latem 1975 roku wydany został koncertowy longplay Alive!, który wysławił ich pierwszym prawdziwym przebojem radiowym – „Rock And Roll All Nite”. Materiał na Alive! oficjalnie nagrywany był podczas trasy promującej Dressed To Kill, a dokładniej podczas koncertów grupy w Cleveland 29 marca i New Jersey 23 lipca. Jednakże album tak naprawdę został nagrany na nowo, w Electric Lady Studios, z podłożonym głosem publiczności. Oryginalne nagrania z koncertów, używane były tylko w celach promocji w radiu. Powodzenie Kiss zawsze się opierało na występach na żywo. Twarze muzyków ukrywał makijaż (Simmons – Demon, Criss – Catman, Frehley – Space Ace, Stanley – Starchild), ubierali się w szokujące kostiumy, a koncertom zawsze towarzyszyły sceniczne efekty pirotechniczne oraz przedstawienia w postaci plującego krwią Simmonsa czy np. spektakularnych solówek gitarowych. W połączeniu z hardrockowymi utworami dawało to razem coś, co zostało określone jako „najwspanialszą rock’n’rollową tandetą na Ziemi”.
Sukces występów na żywo spowodował gwałtowny wzrost sprzedaży ich płyt, co doprowadziło wydany w 1975 r. album Alive! do statusu ich pierwszej platynowej płyty (w styczniu 1976 r.) w USA. Był to pierwszy, oficjalnie wydany koncertowy album na świecie. W tym samym czasie utworzyła się grupa fanów zespołu znana jako Kiss Army. Wydany rok później eksperymentalny album Destroyer, będący ich czwartym studyjnym albumem, odniósł podobny sukces, przynosząc grupie pierwszy singel – „Beth”, który znalazł się w Top 10 USA, a Peterowi Crissowi nagrodę za skomponowanie tej nietypowej ballady. Singel został także wybrany jako Piosenka Nr 1 roku 1976. Destroyer był przełomem w stylu Kiss – można na nim usłyszeć inną niż dotychczas kompozycję i brzmienie, w stosunku do poprzednich albumów.
Kolejne albumy Rock And Roll Over (11. miejsce na liście Billboardu i tytuł „platynowej płyty”), Love Gun (numer 4 w USA) oraz koncertowy Alive II (7 pozycja najpopularniejszych albumów w USA) potwierdziły czołową pozycję zespołu na rynku płytowym.
W 1977 r. Kiss uznany został w prestiżowym sondażu Narodowego Instytutu Gallupa za najlepszy rockowy zespół w USA, przebijając tym samym zespoły takie jak Aerosmith, The Eagles, Led Zeppelin, czego potwierdzeniem miało być odwrócenie uwagi japońskiej publiczności od zespołu takiego jak The Beatles. Mówi się nawet o zagadnieniu „Kissterii” objawiającym się stale rosnącą popularnością zespołu który stał się obiektem marketingu i zarazem marką – wszystkie towary opatrzone logiem Kiss (od zestawów do makijaży, masek, gier po ubrania) sprzedawały się masowo. Oficyna „Marvel Comics” wydała dwa komiksy, w których głównymi postaciami są muzycy Kiss przedstawieni jako superbohaterowie. Pierwszy zeszyt stał się najlepiej sprzedającym się komiksem Marvela w historii do roku 1983. Oficjalna transmisja telewizyjna ukazywała, muzyków oddających do czerwonego tuszu swoją krew, co spowodowało jeszcze większą sprzedaż komiksu. Jednak z powodu pomyłki, czerwony tusz został wykorzystany do druku magazynu sportowego. W komiksie mimo zapowiedzi nie znalazła się krew muzyków. Wznowiono druk obydwóch zeszytów w roku 1995. Marka zespołu była na tyle popularna, by wytwórnia filmowa Hanna Barbera Productions nakręciła w 1978 r. dla telewizji NBC pełnometrażowy film fantastyczny „Kiss Meets The Phantom of The Park” (wydany następnie jako Attack of the Phantoms) – który niemal natychmiast zyskał masową oglądalność.

### Albumy solowe (1978)

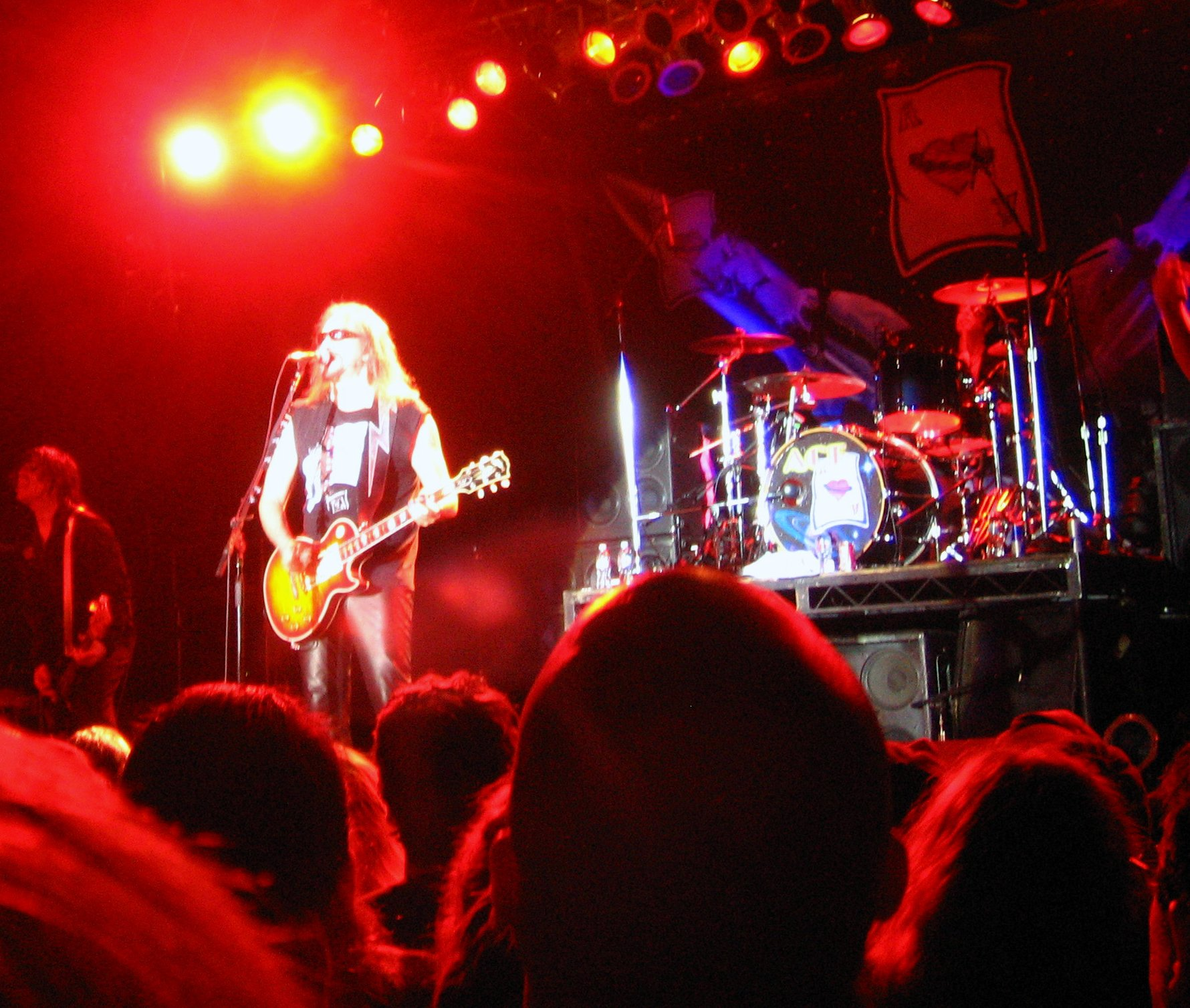
Ace Frehley – pierwszy gitarzysta prowadzący Kiss.

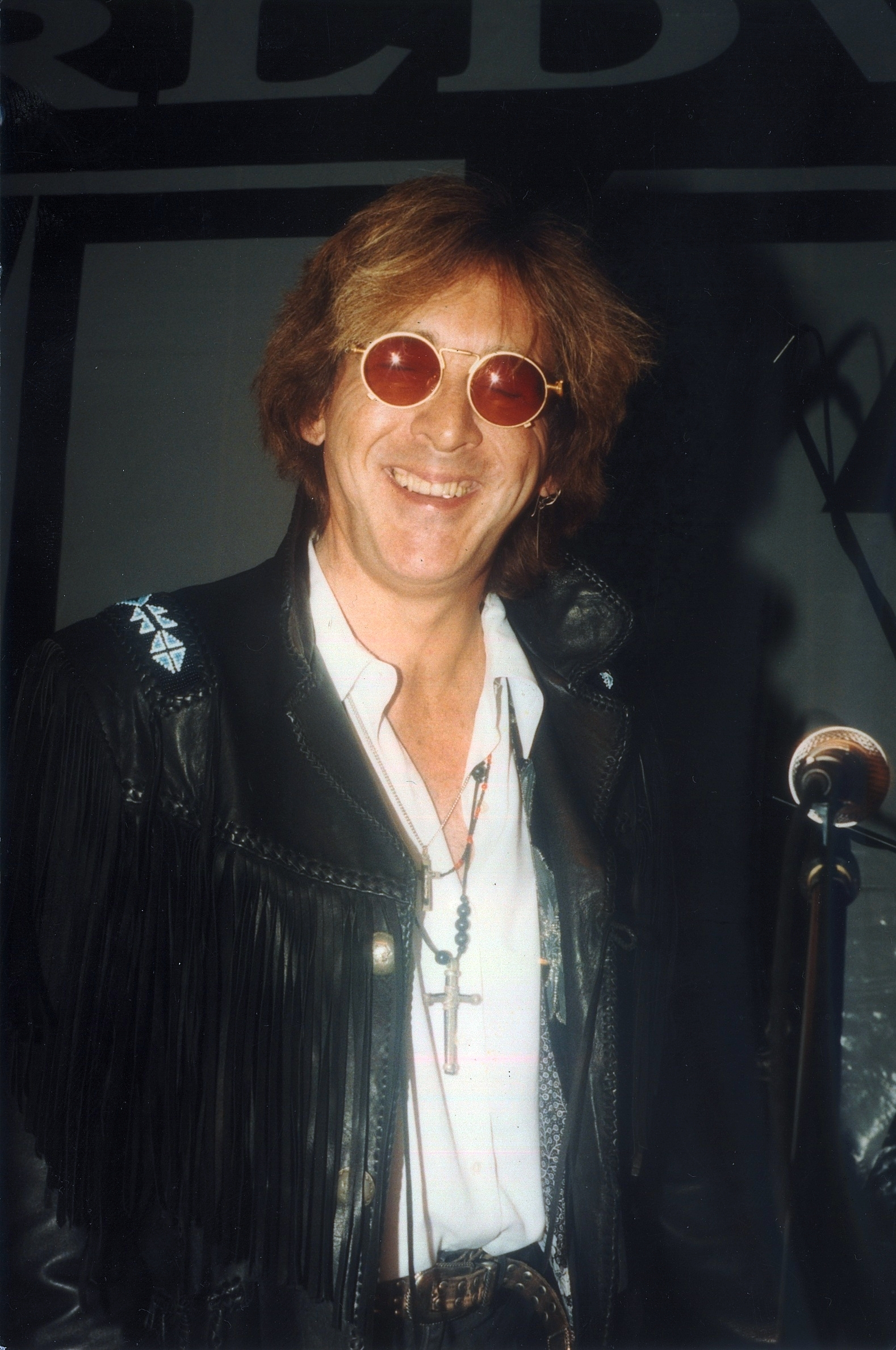
Peter Criss – pierwszy perkusista Kiss

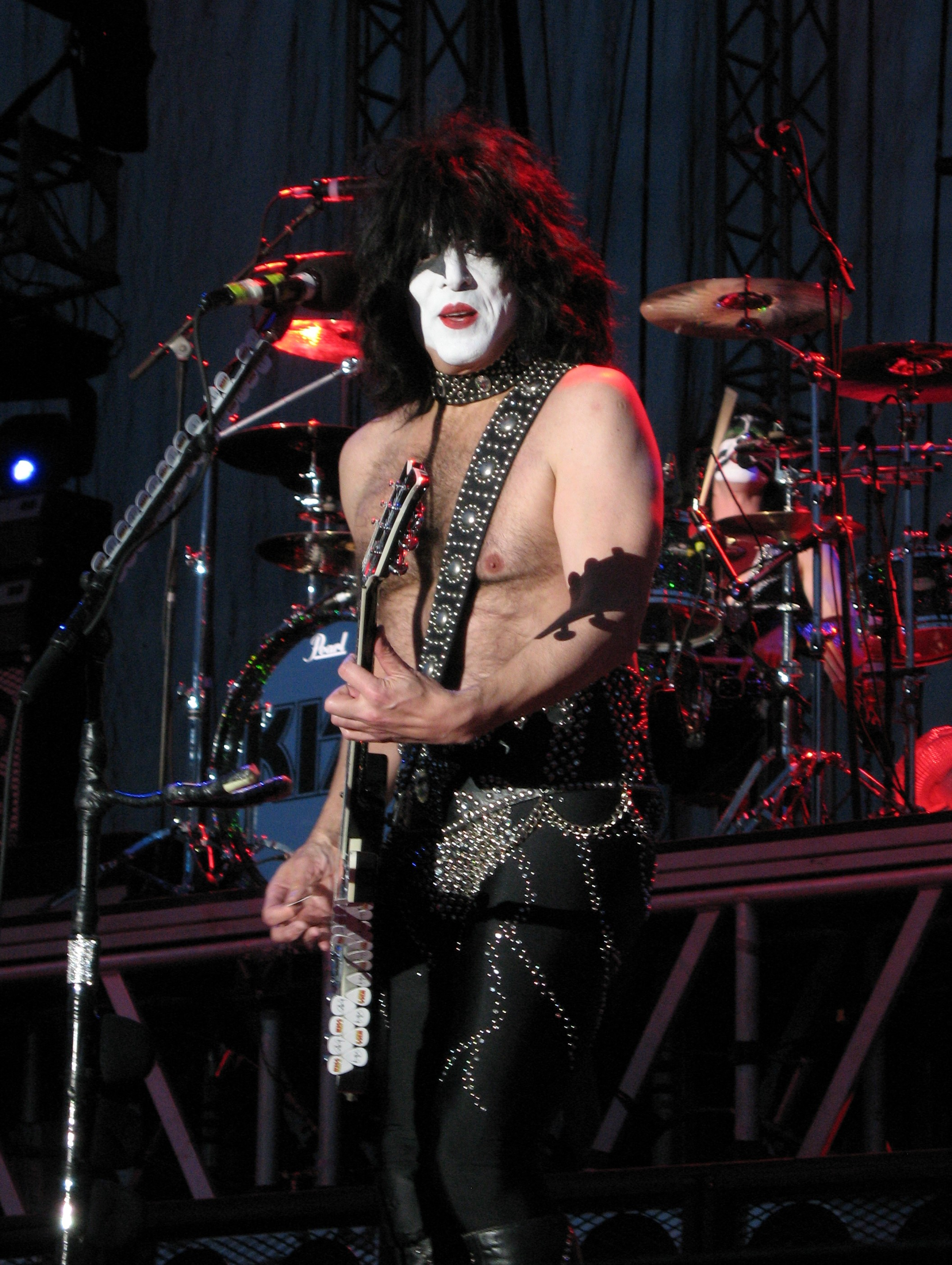
Paul Stanley podczas koncertu w Sofii w 2008 roku

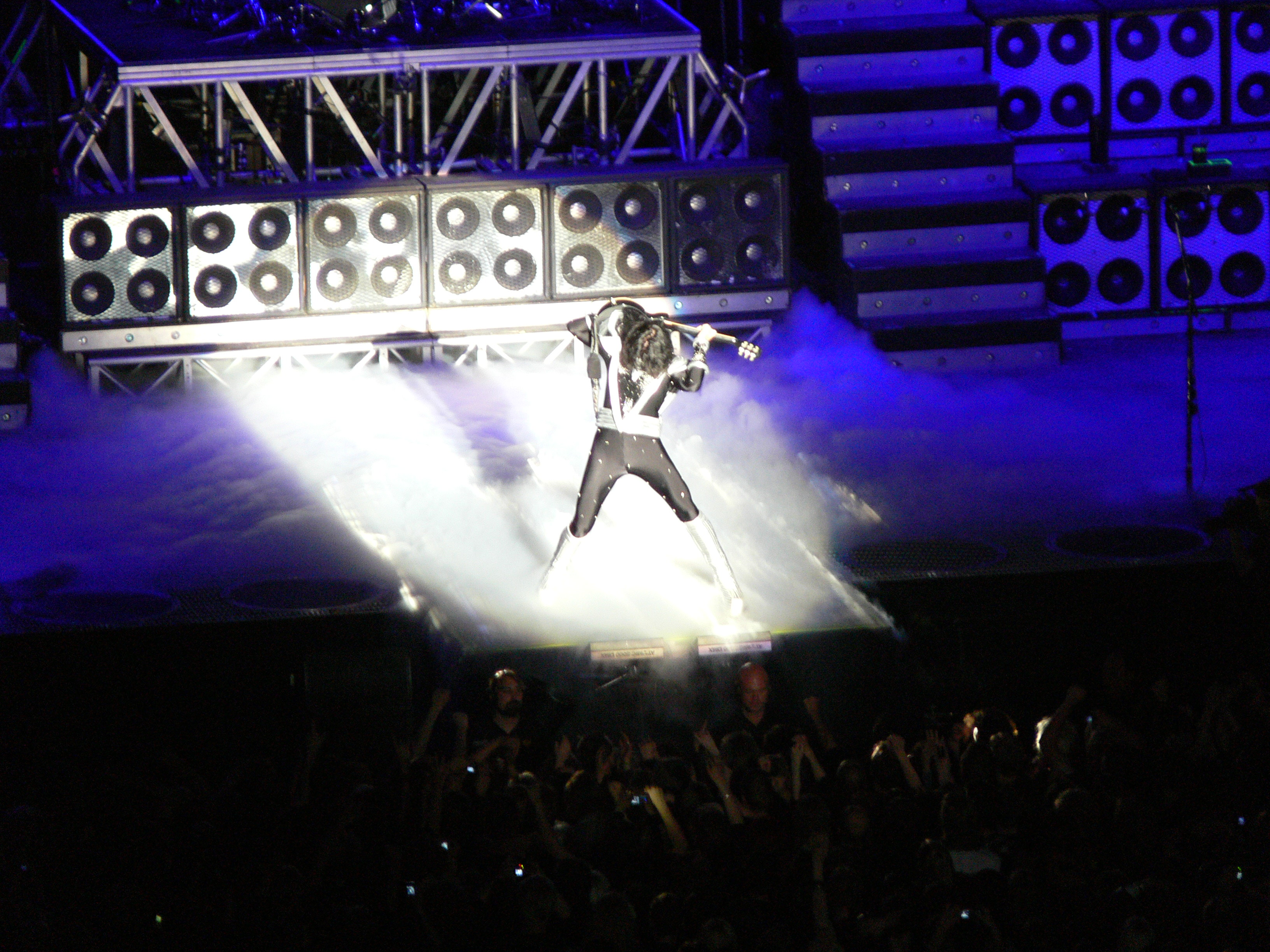
Tommy Thayer podczas swojego solo

W 1978 r. wszyscy czterej członkowie grupy wydali albumy solowe, które ukazały się tego samego dnia, co było wyczynem do tej pory nietypowym i nigdy potem niepowtórzonym.
Album Ace’a Frehleya pod tym samym tytułem zdobył wielką popularność w USA i zawierał przebojowy singel „New York Groove”. Ace skupił się na partii gitary, mocno ją rozbudowując. Utwory są wykonywane przez gitary, bas i perkusję, co przywołuje typowy klimat Kiss. Poza piosenką New York Groove spory sukces odniosły utwory „Rip It Out” oraz „Fractured Mirror”. Ten drugi jest utworem instrumentalnym wykorzystującym na wstępie dzwon i odgłosy przyrody.
Gene Simmons z kolei do pracy nad albumem zaprosił do studia wiele popularnych postaci (m.in. Cher, Donnę Summer, Boba Segera czy Janis Ian), odniósł sukces w Wielkiej Brytanii singlem „Radioactive” osiągając nim 41 pozycję. Utwory są utrzymane w tym samym klimacie co inne utwory wykonywane przez Gene. Sukcesem okazała się także być piosenka „See You Tonite”.
Peter Criss na swoim albumie zamieścił utwory o charakterze rock and roll’owym, R&B oraz łagodne ballady. Zostały one poukładane przemiennie. Peter postanowił wykonać utwory z wieloma instrumentami (m.in.: fortepian, syntezator). Hitami z tego albumu okazały się być utwory „Rock Me, Baby” „Don’t You Let Me Down” i „I Can’t Stop the Rain”. Brzmienie płyty odchodzi od typowego Kissowego hard rocka, ale jest ono w stylu zespołowych piosenek wykonywanych przez Petera, jak np. „Beth”, bądź „Getaway”.
Album Paula Stanleya okazał się jednym wielkim przebojem. Paul wykonuje je grając na gitarze akustycznej (gitara elektryczna też występuje). Są to głównie kawałki w tonacji mollowej. Sukcesem okazały piosenki „Tonight You Belong to Me” oraz „Take Me Away (Together As One)”.
Do dziś dwoma najlepiej sprzedającymi się albumami spośród solowych albumów członków KISS są Paul Stanley i Ace Frehley.

### Rozłam (1980–1983)
W 1979 r. powstał album Dynasty. Peter Criss nie uczestniczył w nagrywaniu nowego albumu z powodu swoich problemów z używkami. Na perkusji zagrał za niego Anton Fig. Peter występował tylko w jednym utworze. Pomimo iż album prezentował odmieniony styl kierunku muzyki disco, został przyjęty przez publikę, a piosenka „I Was Made for Lovin’ You” uznana została za przebój, który doczekał się wielu coverów.
Na życzenie producenta Peter Criss odszedł w maju 1980 r., a zastąpił go muzyk sesyjny Anton Fig (pojawił się wcześniej na solowym albumie Ace’a Frehleya i pracował przy albumie Dynasty zastępując Petera podczas jego choroby). Płyta Unmasked ukazała się niemal bez udziału Crissa. Teledysk do utworu „Shandi” promujący nowy album jest ostatnim pojawieniem się Crissa z zespołem.
Niestety od czasu odejścia Petera zespół zaczął mocno tracić na popularności.
Nastąpiła zmiana perkusisty. Nowym muzykiem stał się Eric Carr. Został on wybrany spośród 300 kandydatów. Swoją biografię wraz ze zdjęciami umieścił w przykuwającej wzrok jaskrawo pomarańczowej teczce, co było pomyślnym posunięciem. 1 lipca 1980 roku oficjalnie został drugim perkusistą Kiss. Początkowo planowano dać mu wygląd orła („The Hawk”), który nie spodobał się Gene (nazwał go „przerośniętą kurą”), więc stworzono nowy image, który tym razem się przyjął – „The Fox”. Zadebiutował on w grupie podczas tournée promującego „Unmasked”. Trasa koncertowa zaczynała się w USA, gdzie zespół dał tylko jeden koncert mający być rozgrzewką dla nowego perkusisty. Następnie trasa obejmowała Australię oraz Europę. Była to pierwsza trasa, która nie ruszyła po USA co zaskoczyło, a także zdenerwowało wielu fanów, którzy byli niezwykle ciekawi nowego perkusisty.
Pierwszym longplayem, przy którym współpracował Carr, był album koncepcyjny Music from „The Elder”. Materiał, jaki zawierał, stanowił radykalne odejście od typu muzyki tradycyjnie granej przez Kiss i zawierał kilka ballad nagranych z udziałem orkiestry i chóru. Paul Stanley zapowiadał płytę jako drugiego „Destroyera”. Zaangażowano nawet do projektu tego samego producenta – Boba Erzina. Niestety płyta okazała się na tyle odmienna, że wielu fanów odwróciło się od zespołu, mając dość eksperymentów. Popularność Kiss spadała w USA, gdzie fani po trasie nieobejmującej ich kraju dostali nietypowy album koncepcyjny. To przelało czarę goryczy.
W 1982 r. Ace Frehley przeżył wypadek samochodowy, podczas którego jego porsche wbiło się w ścianę z prędkością ponad 200 km/h. Spowodowało to jego kilkumiesięczną nieobecność i brak ingerencji w album Creatures of the Night. Po nagraniu albumu, zespół przystąpił do krótkiej „trasy” promującej album, która obejmowała występy w telewizjach. Wszystkie występy w telewizji były grane z playbacku, jednakże fani siedzący w studiu zauważali, że Ace ma problemy z właściwym wygrywaniem solówek. Po tej krótkiej „trasie” zespół podjął decyzję o ostatecznym odejściu z zespołu Ace’a, co było spowodowane także innymi czynnikami z przeszłości (m.in. problemy z alkoholem). Ace Frehley opuścił zespół, później zakładając własną formację Frehley’s Comet. Jego ostatnim publicznym występem była konferencja prasowa w Hollywood 28 grudnia 1982. Dzień później zespół ruszył w trasę, na której zastąpił go Vincent Cusano (Vinnie Vincent), którego Simmons i Stanley zaangażowali do nagrywania Creatures of the Night. Wcześniej jednak, w maju 1982 r. ukazał się album Killers. Był to album kompilacyjny zawierający cztery niepublikowane dotychczas utwory. W jej przygotowaniu brał udział współpracujący już wcześniej z grupą Bob Kulick. Creatures of the Night zawierało całkowicie premierowy materiał, w którym brało udział kilku gitarzystów studyjnych: Bob Kulick, Vinnie Vincent, Adam Mitchell (przyjaciel Paula, grał w utworze „Creatures of the Night”) oraz dodatkowo Steve Farris zagrał solo w „Creatures of the Night”. Jednak to Vinnie Vincent został w zespole na stałe, by ruszyć z zespołem w trasę mającą uczcić 10 lat istnienia grupy oraz nową płytę. Popularność zespołu zaczęła mocno przygasać. Muzycy byli na tyle rozczarowani swoją trasą koncertową na 10. rocznicę, że przerwali ją koncertem w Brazylii. Ostatni koncert tej trasy, a także ostatni koncert w maskach miał miejsce w São Paulo na Morumbi Estadio dnia 25 czerwca 1983.
Pomimo nieudanej trasy koncertowej w Stanach Zjednoczonych, która przejawiała się odwołanymi koncertami i biletami wysprzedanymi do połowy, trasa Kiss w Ameryce Południowej przyniosła ogromny sukces. Szczególnie widoczne było to dnia 17 czerwca 1983, podczas pamiętnego koncertu na stadionie Maracana w Rio De Janeiro, w Brazylii. Wtedy też Kiss zgromadziło na widowni 200 000 osób, co do dziś jest ich najlepszym wynikiem w historii. Plotka głosi, że podczas koncertu w Bismarck 29 grudnia 1982 (tj. tuż po odejściu Ace’a Frehleya, był to także pierwszy występ z okazji trasy Creatures of The Night), z powodu panującego mrozu, oraz braku nowych strojów dla Vincenta oraz Carra, obaj członkowie musieli zagrać koncert w strojach z epoki Love Gun. Informacja opiera się tylko na zeznaniach fanów, ponieważ nie zachowały się żadne zdjęcia z tamtego koncertu.
18 września 1983 roku stacja MTV wyemitowała wywiad z Kiss po raz pierwszy bez makijaży.

### Epoka „bez masek” (1983–1996)

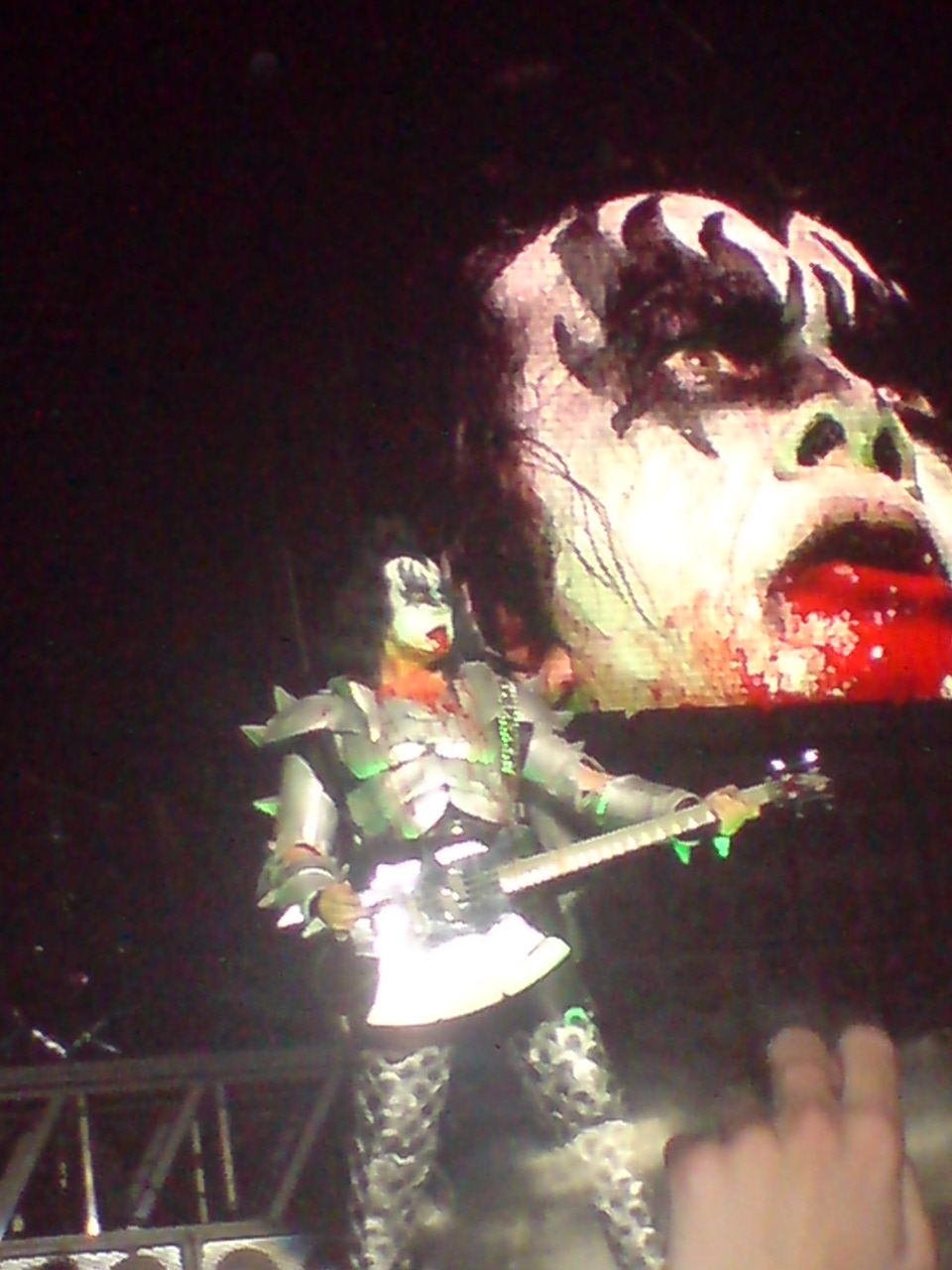
Gene Simmons i jego rytualne plucie krwią.

Zdesperowani utratą wcześniejszej popularności Kiss postanowili powziąć rozwiązania ostateczne. Legendarny makijaż, który ukrywał ich prawdziwe twarze przez prawie dziesięć lat, został zmyty 18 września 1983 r. podczas występu w MTV promującego singel „Lick It Up”. Całkowita zmiana przyniosła zamierzony efekt – zespół ponownie został zauważony, a singel stał się pierwszą – w dotychczas czteroletniej przerwie – platynową płytą.
Przed nagraniem następnej płyty nastąpiły kolejne zmiany. Vinnie Vincent został wyrzucony z zespołu, z przyczyn, które do dziś nie są potwierdzone. Po odejściu z zespołu założył grupę Vinnie Vincent Invasion. Vincenta zastąpił Mark St. John (właśc. Mark Norton). Z jego udziałem powstało Animalize. Współpraca z St. Johnem okazała się jednak bardzo krótkotrwała, na skutek choroby muzyka uniemożliwiającej mu grę na gitarze. W 1984 r. zastąpił go Bruce Kulick – brat Boba, który pozostał w zespole na kolejnych dwanaście lat. Mimo choroby Mark jeździł z Kiss przez całą trasę Animalize, w nadziei polepszenia się jego stanu. Faktycznie, jego stan polepszył się na tyle, że zagrał na trzech koncertach (27 listopada, Baltimore; 28 listopada, Poughkeepsie; 29 listopada, Binghamton). Jednakże w Binghamton Mark nie czuł się dość pewnie, co spowodowało, że Kiss musieli zagrać z dwoma gitarzystami prowadzącymi. Po tych zdarzeniach Mark St. John opuścił zespół, zakładając grupę White Tiger. Latem 1985 muzycy zadecydowali o ponownym wydaniu Creatures of the Night, zmiksowanego na nowo. Kolejna studyjna płyta Kiss – Asylum z 1985 r. zawierała się w stylu nieco łagodniejszym niż 3 poprzednie, podchodząca czasem pod muzykę pop. Kostiumy zespołu także były czymś nowym – odeszli od mrocznego stylu, zakładając pastelowe, jasne ubrania. Mimo nowego stylu zespół sprzedał płytę z rezultatem platyny. Wydany dwa lata później „Crazy Nights” – odniósł spory sukces komercyjny, także osiągając status „platyny”. Zawierała m.in. największy angielski przebój zespołu „Crazy Crazy Nights”, który 1988 r. dotarł do 4 miejsca na liście singli. Po nich nadeszły dwa kolejne hity z pierwszej czterdziestki „Reason To Live” i „Turn On The Night”. W 1988 r. na rynku pojawił się także kompilacyjny longplay Smashes, Thrashes and Hits, zawierający dwa premierowe utwory, którym towarzyszyły teledyski. Rok później nastąpiła premiera kolejnego albumu Hot in the Shade, na którym znalazł się najwyżej notowany w USA przebój „Forever”, napisany wspólnie przez Paula Stanleya i Michaela Boltona. W lutym 1990 r. dotarł on do 8. pozycji Top 10.

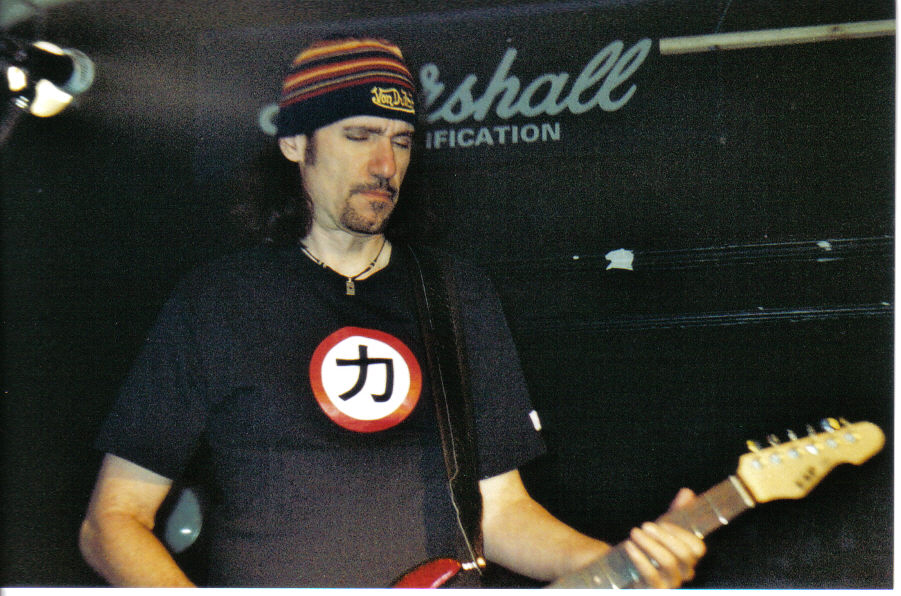
Bruce Kulick – czwarty gitarzysta prowadzący Kiss.

Praca nad kolejną płytą studyjną, pod okiem znanego producenta Boba Ezrina, została przerwana na skutek choroby Erica Carra, który zmarł 24 listopada 1991 r. w Nowym Jorku przegrywając walkę z rakiem. Jeszcze przed jego śmiercią zespół z pomocą zaprzyjaźnionego perkusisty Erica Singera, za zgodą Carra, zarejestrował nową wersję starego przeboju z „God Gave Rock’n’Roll To You II”, który ukazał się na ścieżce dźwiękowej filmu „Bill And Ted’s Bogus Journey”. Po śmierci Carra Kiss nagrali dedykowany mu album Revenge. Współtwórcą czterech utworów na płycie był Vinnie Vincent, a miejsce przy perkusji zajął Eric Singer. Album ten jest uważany przez fanów za najlepszy. W 1993 r. dla uczczenia 20 rocznicy powstania zespołu i sprzedania w tym czasie ponad 70 milionów płyt, grupa Kiss wydała album „Alive III”, zawierający nagrania z ich ostatniego tournée po USA, głównie z koncertu Detroit z roku 1992. W roku 1994 Kiss wydali video „Kiss my a**”, który był powodem zorganizowania trasy koncertowej po Ameryce Południowej, Australii oraz Japonii, aż do trasy Conventions.

### Powrót (1996–2000)
Po dwóch latach ciszy wokół Kiss, w trakcie których muzycy rozłącznie zajmowali się filmem (Gene), musicalem (Paul, zagrał w „The Phantom of the Opera”) i grą w innych grupach (Bruce & Eric), zespół zaprezentował swoim fanom na całym świecie coś w rodzaju objazdowego muzeum – „Worldwide Kiss Convention”, w którym zespół osobiście prezentował swoje kostiumy i pamiątki z czasów dawnej świetności. Grali także koncerty na klasycznych gitarach (unplugged), prezentując zakurzone już kawałki i spełniając muzyczne życzenia fanów. Na pierwszym spotkaniu w Los Angeles do zespołu dołączył dawny członek – Peter Criss. W roku 1996 MTV zaproponowało Kiss zagranie koncertu MTV Unplugged (wydanego później na płycie Kiss Unplugged), w którym ostatnie 4 utwory zagrał m.in. Eric Singer z Peterem Crissem, a obok Bruce’a Kulicka zagrał także Ace Frehley.
16 kwietnia tego samego roku Kiss, na lotniskowcu armii amerykańskiej podczas konferencji prasowej transmitowanej do 58 krajów, ogłosili że pierwszy raz od 17 lat grupa w starym składzie i legendarnych makijażach wyruszy na światowe tournée „Alive/Worldwide”, które de facto okazało się gigantycznym hitem – bilety wysprzedano w ciągu kilku godzin, a najbardziej znane zespoły jak Metallica poprzerywały swoje trasy koncertowe. Na pierwszy koncert w Detroit (28 czerwca) przyszło ponad 50 tysięcy fanów, bilety zostały wyprzedane w niecałą godzinę. Trasa koncertowa złożona z ponad 400 występów, zajęła dwa lata i zakończyła się koncertem w Londynie, który zobaczyły ponad 2 miliony osób. W 1997 Kiss po raz pierwszy miał zagrać w Polsce, lecz z powodu małej sprzedaży biletów, a także wycofania się w promocji radia RMF FM, koncert został odwołany. Sprzedano 3500 biletów.
Grupa, aby wywiązać się z umowy z wytwórnią Mercury i wydać jeszcze jeden album w składzie z Bruce’em i Erikiem wydała w 1997 roku album Carnival of Souls. Płyta wśród fanów grupy cieszy się jednak małym uznaniem. W 1998 roku przyszła kolej na pierwszą płytę od czasów, gdy Ace i Peter opuścili zespół. Krążek Psycho Circus od razu zyskał miano złotego. Licząc się z takim przyjęciem płyty, grupa pracowała już nad następną trasą koncertową. Na „Psycho Circus Tour” fani Kiss oprócz muzyki mogli zobaczyć pierwsze na świecie trójwymiarowe show, które oglądać można było przez specjalne okulary 3D. Kiss postanowiło zakończyć granie w oryginalnym składzie kolejną trasą – „The Farewell Tour”. Według Ace miała to być ostatnia trasa, lecz Gene temu zaprzecza. Radykalnie zmieniono wygląd sceny. Była ona teraz gigantyczna. Pojawiły się na niej schody, jak na scenach z lat 1976–1978. Zespół ubrany ponownie w stroje z epoki Destroyer ruszył w tournée po USA i Kanadzie.

### Post-reaktywacja (2000-2008)

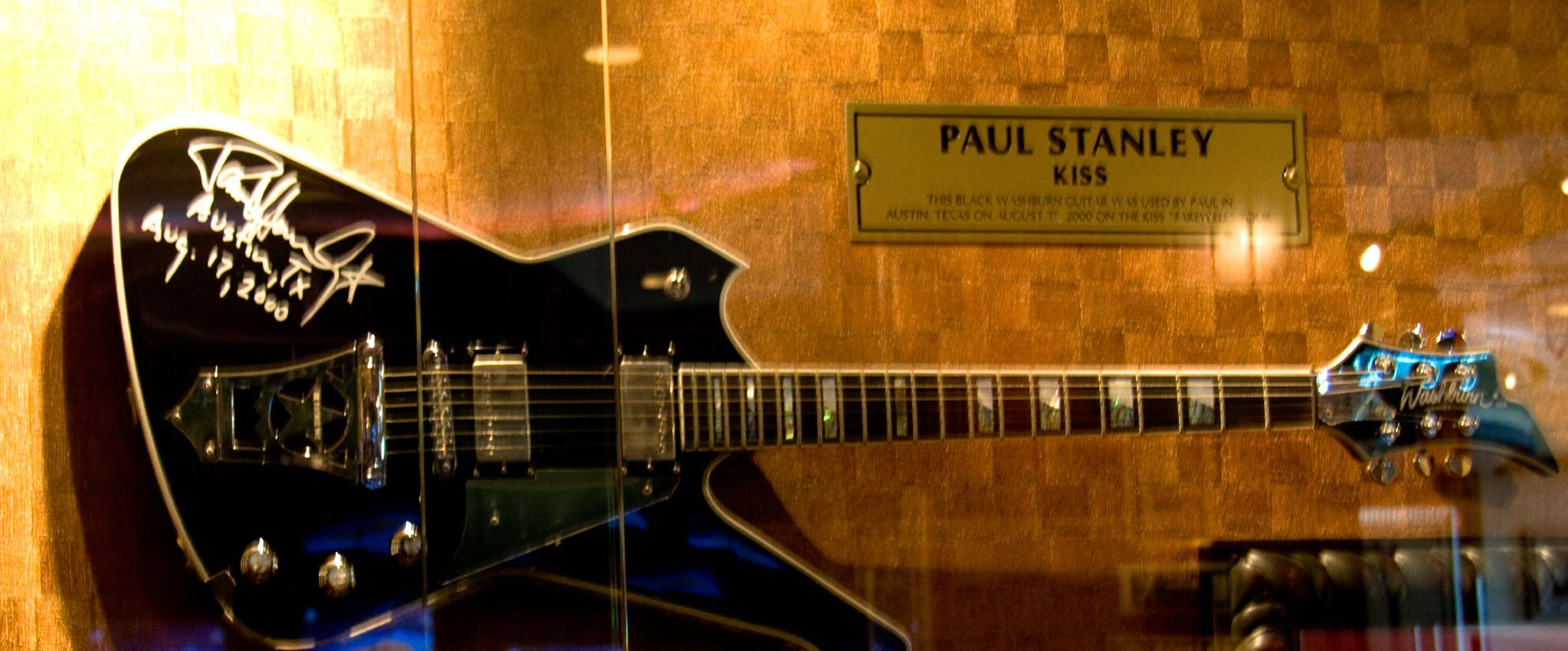
Gitara Paula Stanleya

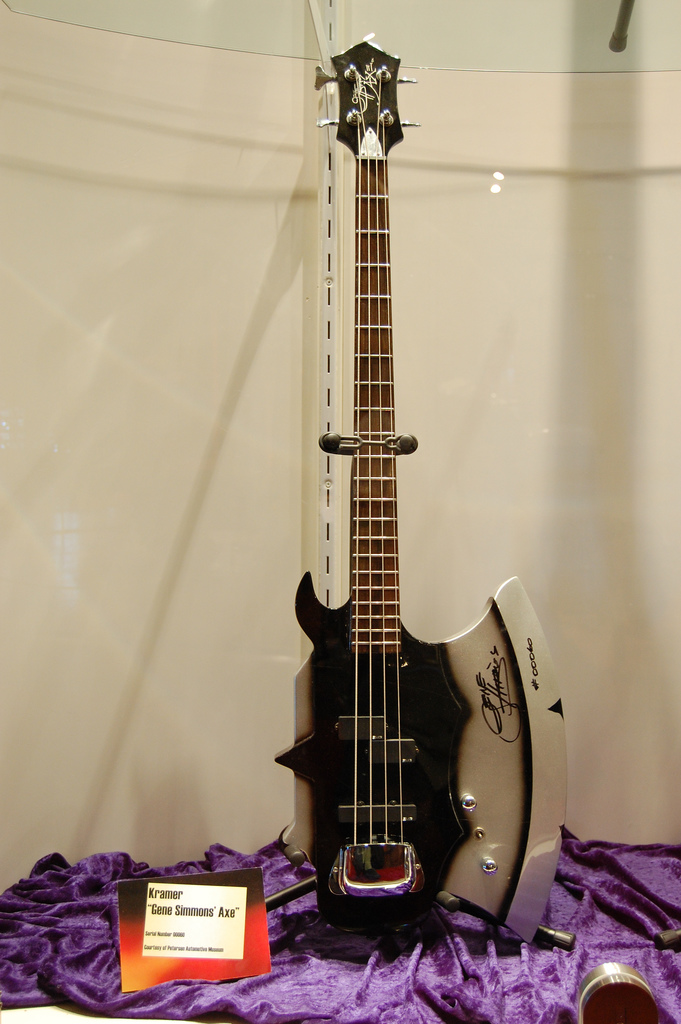
Słynna gitara Gene Simmonsa w kształcie topora

Kontrakt Petera Crissa z czasów Reunion wygasł. Nowy, który mu zaproponowano nie odpowiadał mu, co doprowadziło do rozłamu w zespole. Crissa zastąpiono poprzednim perkusistą zespołu – Erikiem Singerem, który występował w stroju i makijażu Petera. Taki skład zaprezentował na japońsko-australijską część „Farewell Tour” oraz zagrał na zakończeniu Zimowych Igrzysk Olimpijskich 2002 w Salt Lake City.
Trasa skończyła się w roku 2001 i cały świat myślał, że to koniec Kiss. Zespół jednak postanowił, że będzie grał dalej. Decyzja ta nie podobała się Frehleyowi i odszedł z zespołu. Na jego miejsce wszedł Tommy Thayer, któremu nadano atrybuty spacemana, ponieważ od czasów Reunion zespół posiadał prawa do makijażu Ace’a Frehleya. Taki skład wystąpił tylko na jednym prywatnym koncercie na Jamajce, w telewizji oraz w teledysku „Rock And Roll All Nite” powstałego na potrzeby serialu „Różowe lata siedemdziesiąte”, gdzie zobaczyć można członków jego obsady. Na koncercie, w telewizji i w teledysku zespół wystąpił w strojach z epoki Destroyer. W roku 2003 przypadało trzydziestolecie grupy i zespół nagrał płytę z 50-osobową orkiestrą symfoniczną zatytułowaną „Kiss Symphony: Alive IV”. Widowisko było oficjalnym rozpoczęciem kariery Tommy’ego Thayera, mimo że wystąpił wcześniej dwa razy. Na koncercie jako perkusista gra Peter Criss, który wrócił do zespołu, i to Kiss razem z nim ruszy w trasę „Word Domination Tour” z zespołem Aerosmith. Po trasie nie przedłużono Crissowi kontraktu, który wygasł.
Na miejsce perkusisty wszedł Eric Singer i w pełnych makijażach zespół ruszył w pierwszą trasę w obecnym składzie. Trasa nazywała się „Rock The Nation” i obejmowała USA, Australię, Japonię i Meksyk. Dwa koncerty w USA zostały nagrane na potrzeby DVD, które zostało wydane pod koniec 2005.
Rok 2005 to tylko jeden koncert Kiss.
Rok 2006 to trasa „Rising Sun Tour” obejmująca 6 koncertów. 4 w Japonii i 2 w USA. W październiku został wydany pierwszy solowy album Paula Stanleya od roku 1978 zatytułowany Live To Win. Jesienią Paul ruszył w trasę po USA promującą nowy album. W 2007 roku został wydany box Kiss Alive! 1975–2000 zawierający albumy Alive I, Alive II, Alive III oraz niewydany wcześniej zapis koncertu Alive! The Millennium Concert z przełomu 1999 i 2000. W 2008 roku zespół wydał w Japonii album kompilacyjny Jigoku-Retsuden na którym znalazły się ponownie nagrane największe przeboje grupy.

### Alive 35 oraz epoka „Sonic Boom” (2008-2023)

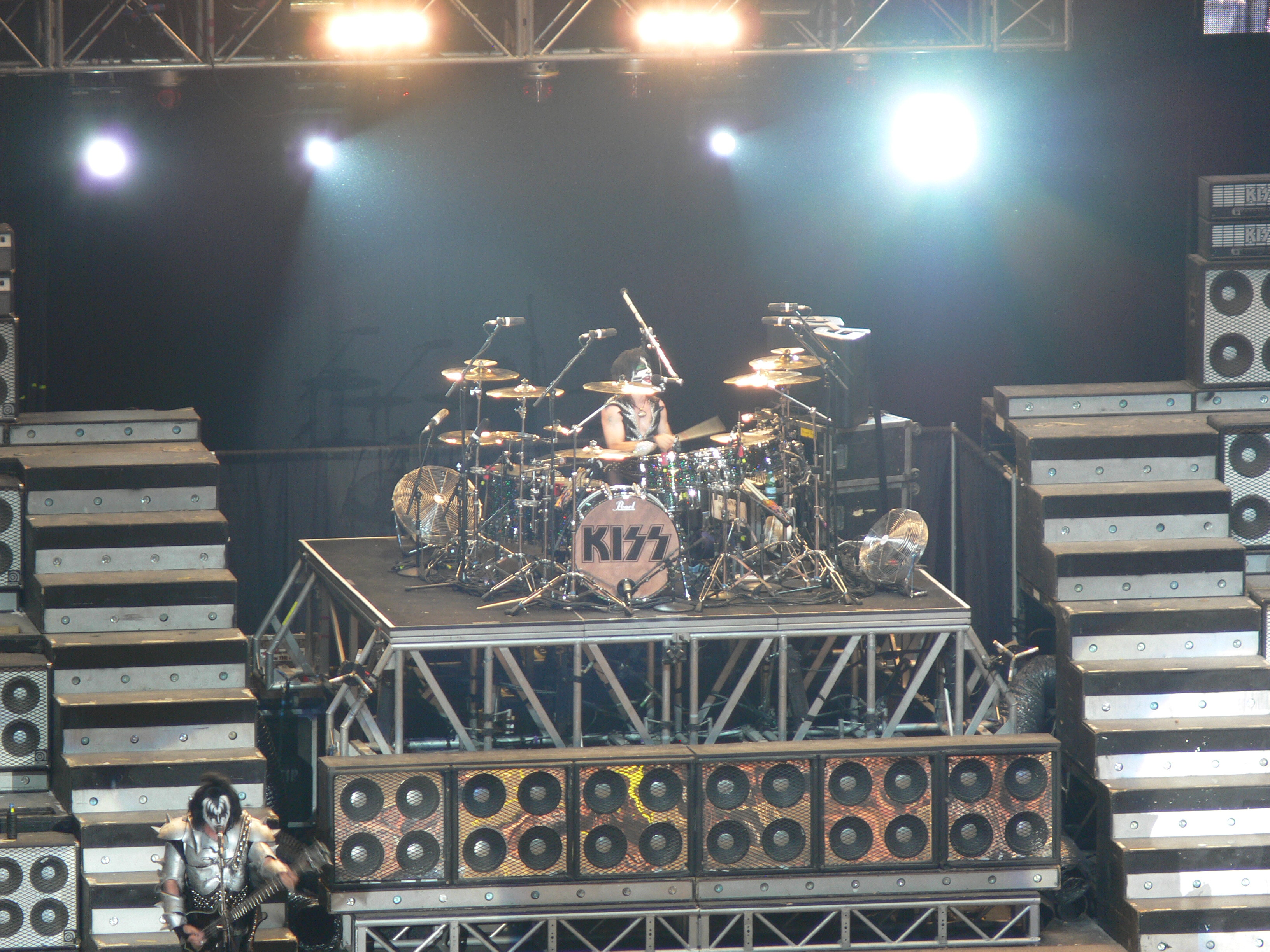
Eric Singer podczas koncertu z trasy Kiss Alive/35 World Tour

Od czasu wydania Psycho Circus zespół nie wydał ani jednego albumu zawierającego nowe utwory. Tworzono różne kompilacje zawierające największe hity zespołu. W 2008 roku Paul Stanley oświadczył, że zespół pracuje nad nowym albumem Sonic Boom, która ma mieć brzmienie jak płyty Kiss z lat 70. Eric Singer powiedział, że na płycie nie będzie żadnych ballad i wolnych utworów. Utwory głównie śpiewają Paul i Gene, choć po jednym utworze ma także Tommy i Eric. Premiera płyty nastąpiła 6 października 2009 roku.
W 2008 grupa rozpoczęła trasę Kiss Alive/35 World Tour występując w strojach z epoki Destroyer. Po koncertach w Australii zespół powrócił na stary kontynent gdzie od kwietnia do czerwca zagrał 31 koncertów (po raz pierwszy zagrano w Bułgarii, Grecji, Łotwie, Rosji oraz w Luksemburgu). Trasę rozpoczęto, by uczcić w ten sposób 35 rocznicę działalności zespołu. Na koncertach zespół zagrał głównie materiał z pierwszego albumu koncertowego Alive wzbogacony o największe hity późniejszych lat. W niektórych miastach można było nabyć zaraz po koncercie dwupłytowy album CD z zarejestrowanym na żywo materiałem z koncertu, czym zespół po raz kolejny zaskoczył nie tylko swoich wielbicieli, ale także cały show business pokazując raz jeszcze słuszność tezy „cokolwiek można zrobić w show biznesie Kiss był i tak pierwszym, który to zrobił”. Album zatytułowano „Kiss Alive 35” i ze względu na okolicznościowy charakter wydania (materiał CD różnił się w poszczególnych miastach trasy koncertowej) nie zalicza się go dyskografii zespołu.

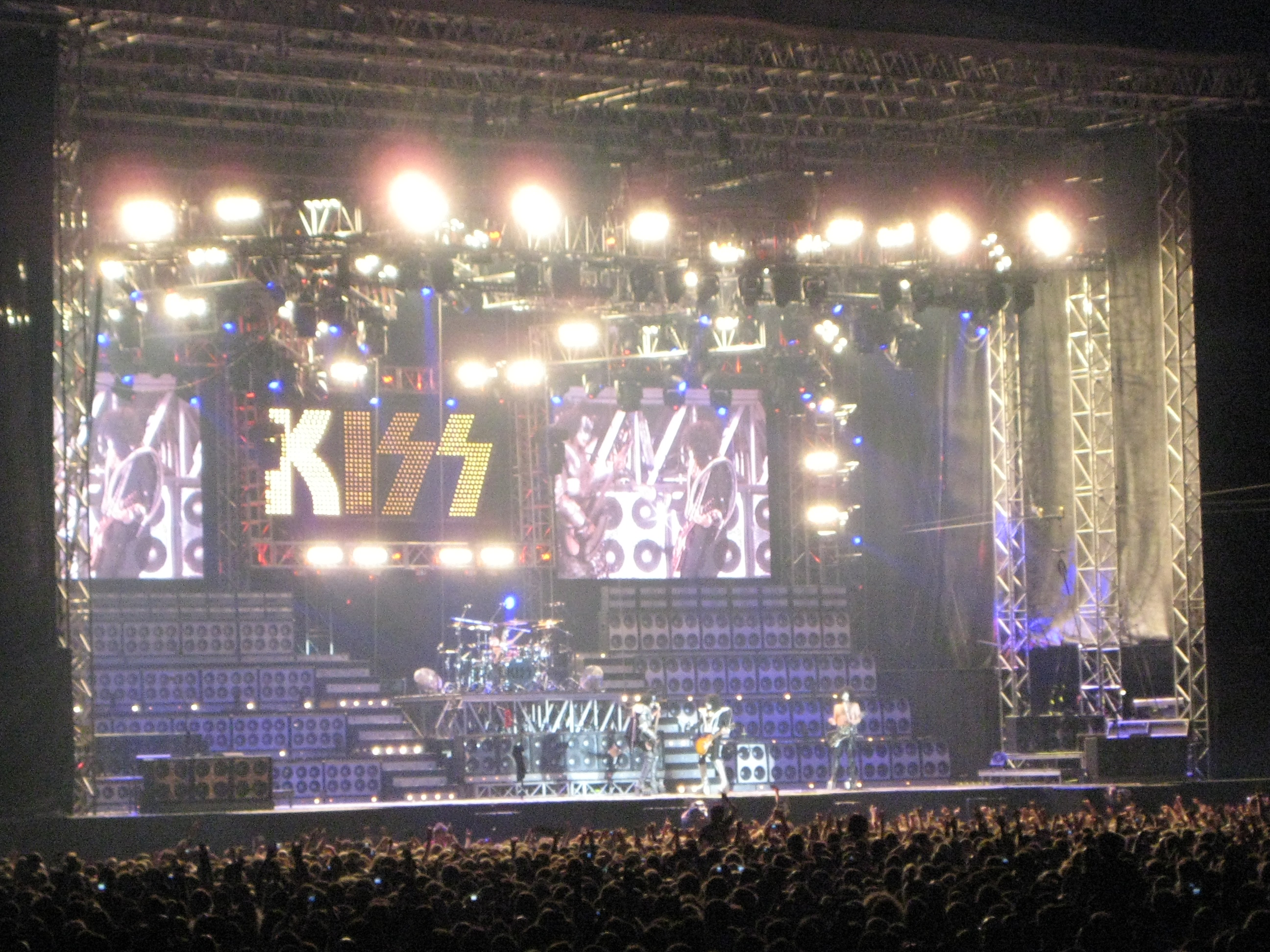
Pierwsza scena z trasy Alive 35

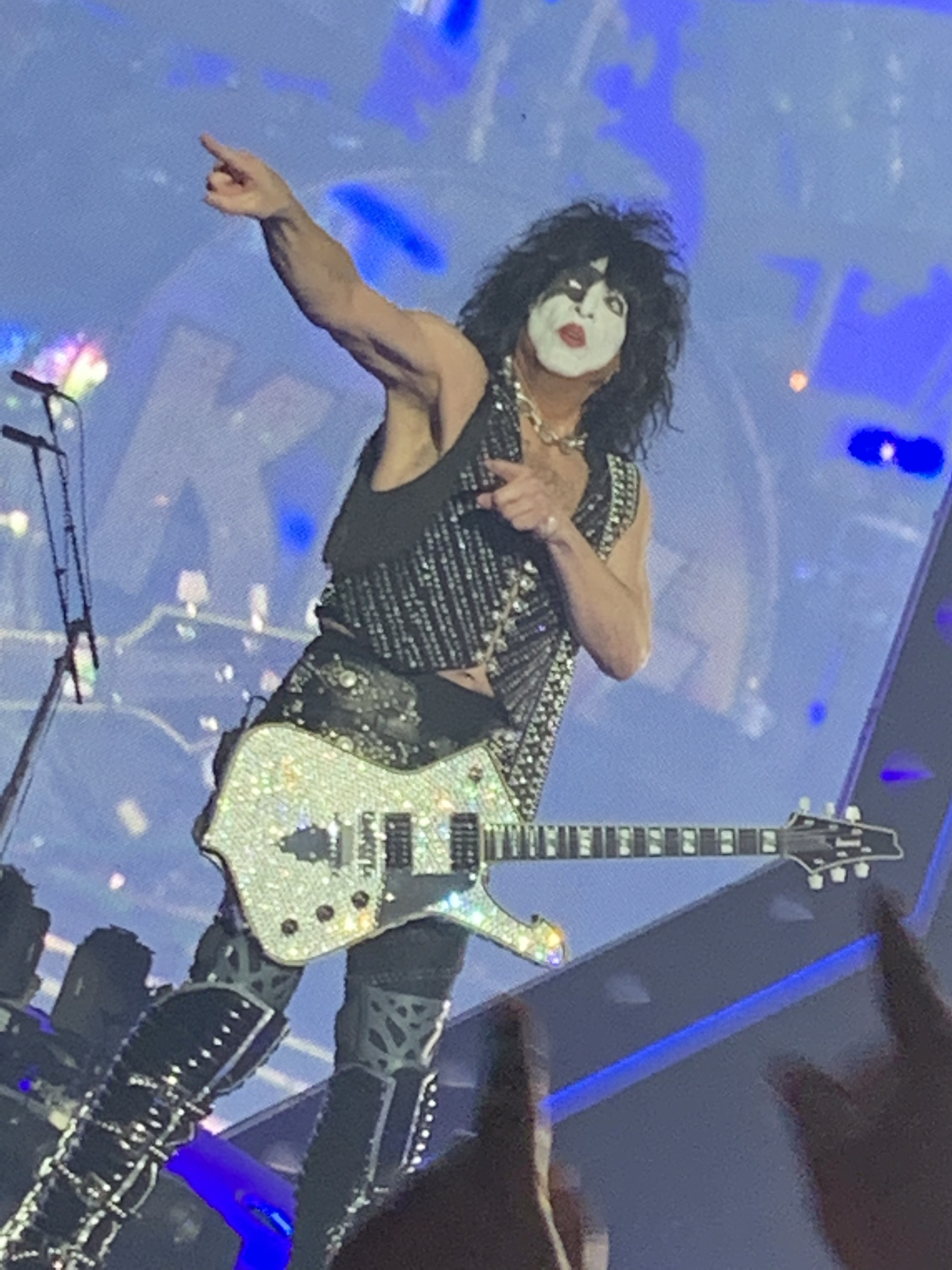
Paul Stanley na koncercie w Krakowie 18 czerwca 2019

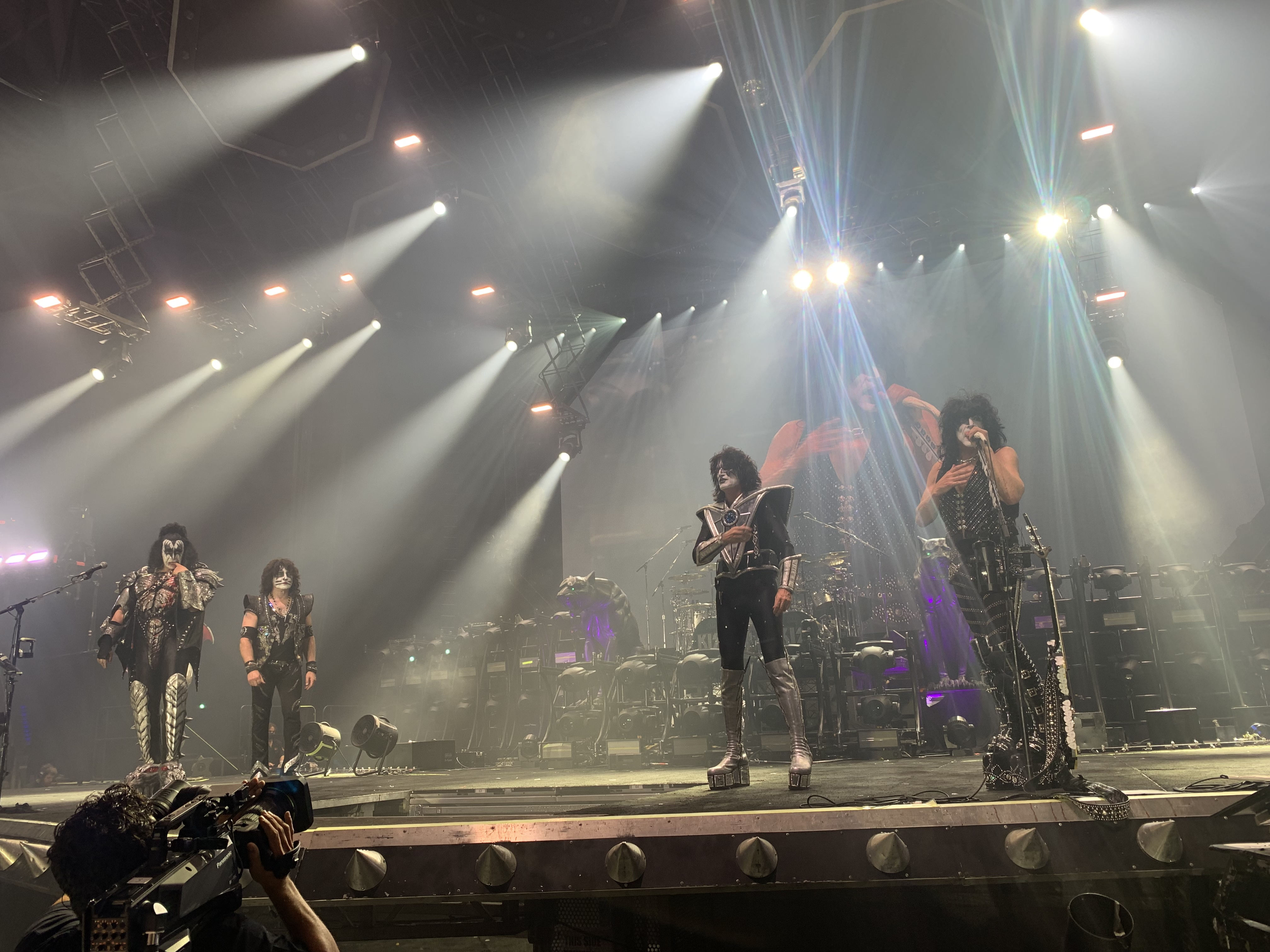
KISS podczas koncertu w Atlas Arenie w Łodzi 3 czerwca 2022

Na początku kwietnia 2009 trasa Kiss Alive/35 World Tour zawitała do Ameryki Południowej, gdzie zagrano także w kolejnych nowych państwach (Kolumbia, Peru, Wenezuela). Zespół zagrał tam na różnych festiwalach, z czego koncert w Argentynie cieszył się największą popularnością (ok. 60 tys. widzów). Następnie zespół ruszył w pełną trasę po USA i Kanadzie (Przed trasą w Ameryce Południowej zagrano cztery koncerty w USA). Nowa płyta Sonic Boom zapowiadała się być ogromnym sukcesem, porównywalnym do Destroyera i Rock and Roll Over. Zespół postanowił dokonać zmian. Kiss stworzyło nowe stroje, w których zagrali w północnoamerykańskiej części trasy. Zbudowano nową, większą scenę. Przed platformą perkusisty nie stoją wzmacniacze jak kiedyś. Zastąpiono je gigantycznym logiem zespołu. Zrezygnowano ze schodów. Przed każdym wzmacniaczem (oprócz dolnej linii) znajduje się ekran, na którym wyświetlane są animacje. Pozbyto się dwóch wiszących ekranów i loga, a zastąpiono je jednym, gigantycznym ekranem. Wyspa Paula, na której wykonuje utwór „Love Gun” jest okrągła, a na dodatek obrotowa. Eric powiększył swój zestaw perkusyjny – posiada teraz dwie centrale. Trasa zakończyła się 15 grudnia 2009 roku.
Od 2011 roku Kiss corocznie jesienią organizuje rejsy „Kiss Kruise”. Robią tam koncerty w stylu dawnych tras koncertowych, np. w 2015 zagrali na scenie i w strojach z epoki Alive!, a w 2016 zagrali koncert w stylu Creatures of The Night. Prezentują tam wiele piosenek, których nie grali bardzo długo lub grają je po raz pierwszy na żywo. Można również spotkać tam byłych członków zespołu – w 2018 roku byli tam Ace Frehley i Bruce Kulick.
W 2012 roku Kiss wydali nowy album zatytułowany Monster promowany przez utwór „Hell or Hallelujah”. 17 marca 2014 roku zespół ogłosił trasę koncertową „Summer Tour 2014” wraz z zespołem Def Leppard, która ma uczcić 40 rocznicę działalności zespołu.
W 2019 roku zespół rusza w pożegnalną trasę „One Last Kiss: End of the Road World Tour”. Trasa ta ma być najdłuższą i najbardziej spektakularną w ich karierze. Ma trwać około 3 lat i obejmować wszystkie kontynenty. 18 czerwca wystąpili w krakowskiej Tauron Arenie. Po raz drugi zespół miał wystąpić 15 lipca w Gliwicach, jednak ze względu na pandemię koncert został pierwotnie przeniesiony na 12 czerwca 2021 do łódzkiej Atlas Areny, natomiast ostatecznie zespół zagrał w Łodzi 3 czerwca 2022.

## Muzycy
| - Paul Stanley – gitara rytmiczna, wokal (1973–2023) - Gene Simmons – gitara basowa, wokal (1973–2023) - Eric Singer – perkusja, wokal (1991–1996, 2001–2002, 2004–2023) - Tommy Thayer – gitara prowadząca, wokal (2002–2023) |  | - Ace Frehley – gitara prowadząca, wokal (1973–1982, 1996–2002) - Peter Criss – perkusja, wokal (1973–1980, 1996–2001, 2002–2004) - Eric Carr (zmarły) – perkusja, wokal (1980–1991) - Vinnie Vincent – gitara prowadząca, wokal (1982–1984) - Mark St. John (zmarły) – gitara prowadząca, wokal (1984) - Bruce Kulick – gitara prowadząca, wokal (1984–1996) |

Oś czasu
Makijaże członków zespołu

The Starchild – Paul Stanley
The Demon – Gene Simmons
The Spaceman – Ace Frehley oraz Tommy Thayer (Wyżej przedstawiony makijaż to wersja Tommy’ego, Ace miał na powiekach i nad oczami niebieski cień)
The Catman – Peter Criss oraz Eric Singer
The Fox – Eric Carr
The Ankh Warrior – Vinnie Vincent

## Dyskografia

### Albumy studyjne
- Kiss (1974)
- Hotter Than Hell (1974)
- Dressed to Kill (1975)
- Destroyer (1976)
- Rock and Roll Over (1976)
- Love Gun (1977)
- Dynasty (1979)
- Unmasked (1980)
- Music from „The Elder” (1981)
- Creatures of the Night (1982)
- Lick It Up (1983)
- Animalize (1984)
- Asylum (1985)
- Crazy Nights (1987)
- Hot in the Shade (1989)
- Revenge (1992)
- Carnival of Souls (1997)
- Psycho Circus (1998)
- Sonic Boom (2009)
- Monster (2012)

### Albumy koncertowe
- Alive! (1975)
- Alive II (1977)
- Alive III (1993)
- Kiss Unplugged (1996)
- Kiss Symphony: Alive IV (2003)

### Kompilacje
- Double Platinum (1978)
- Killers (1982)
- Smashes, Thrashes and Hits (1988)
- You Wanted the Best, You Got the Best (1996)
- Greatest Kiss (1997)
- The Box Set (2001, Box-set)
- The Very Best of Kiss (2002)
- The Best of Kiss: The Millennium Collection (2003)
- The Best of Kiss, Volume 2: The Millennium Collection (2004)
- Gold (2005)
- The Best of Kiss, Volume 3: The Millennium Collection (2006)
- Kiss Alive! 1975–2000 (2006)
- Jigoku-Retsuden (2008)

### Inne
Albumy solowe członków zespołu
- Gene Simmons (1978)
- Ace Frehley (1978)
- Peter Criss (1978)
- Paul Stanley (1978)